# Bockmühle (Haag)
Bockmühle (bis in den 1950er Jahren auch Bocksmühle genannt) ist ein Gemeindeteil der Gemeinde Haag im Landkreis Bayreuth (Oberfranken, Bayern). Bocksmühle liegt in der Gemarkung Haag.

## Geografie
Die Einöde liegt am Bocksrückbach, der unmittelbar westlich als rechter Zufluss in den Gosenbach mündet. Zudem münden dort ein namenloser Bach als rechter Zufluss und der Freileithener Graben als linker Zufluss in den Gosenbach. Eine Gemeindeverbindungsstraße führt an Huth vorbei nach Unternschreez (1,5 km nordöstlich) bzw. zur Kreisstraße BT 47 bei Haag (0,6 km südwestlich). Ein landwirtschaftlicher Verkehrsweg führt zur Leismühle (0,7 km südöstlich).

## Geschichte
Bockmühle gehörte zur Realgemeinde Haag. Gegen Ende des 18. Jahrhunderts bestand Bockmühle aus einem Anwesen. Die Hochgerichtsbarkeit stand dem bayreuthischen Stadtvogteiamt Creußen zu. Das bayreuthische Amt Unternschreez war Grundherr der Mühle.
Von 1797 bis 1810 unterstand der Ort dem Justiz- und Kammeramt Bayreuth. Mit dem Gemeindeedikt wurde Bockmühle dem 1812 gebildeten Steuerdistrikt Haag und der zugleich gebildeten Ruralgemeinde Haag zugewiesen.

### Baudenkmal
- Haus Nr. 1: Wohnstallhaus

### Einwohnerentwicklung
| Jahr      | 001799 | 001819 | 001822 | 001861 | 001871 | 001885 | 001900 | 001925 | 001950 | 001961 | 001970 | 001987 |
| Einwohner | 8      | *      | 8      | 8      | 10     | 11     | 8      | 6      | 11     | 4      | 6      | 4      |
| Häuser    | 1      |        | 1      |        |        | 1      | 1      | 1      | 1      | 1      |        | 1      |
| Quelle    | [ 10 ] | [ 11 ] | [ 7 ]  | [ 12 ] | [ 13 ] | [ 14 ] | [ 15 ] | [ 16 ] | [ 2 ]  | [ 17 ] | [ 18 ] | [ 1 ]  |

## Religion
Bockmühle ist seit der Reformation evangelisch-lutherisch geprägt und nach St. Katharina (Haag) gepfarrt.